# Ministro de Defensa de España
El ministro de Defensa es la máxima autoridad del Ministerio de Defensa, el cual se encarga de la preparación, el desarrollo y ejecución de la política de defensa determinada por el Gobierno, así como la gestión de la Administración Militar.
De acuerdo con la Ley de Defensa Nacional, el ministro de Defensa es el responsable de asistir al presidente del Gobierno en la dirección estratégica de las operaciones militares, de dirigir la actuación de las Fuerzas Armadas bajo la autoridad del Presidente, de  determinar y ejecutar la política militar, de dirigir, como miembro del Gobierno, la Administración militar y desarrollar las directrices y disposiciones reglamentarias que adopte el Consejo de Ministros y ejercer las demás funciones que le atribuyen las disposiciones legales y reglamentarias.
Como máximo responsable del Ministerio del cual dependen las Fuerzas Armadas, es la tercera autoridad militar, por detrás del rey de España (ostenta al mando supremo de modo simbólico) y el presidente del Gobierno.

## Dependencias
Del ministro de Defensa, dependen:
- Las Fuerzas Armadas (FAS).
  - La Unidad Militar de Emergencias (UME).[nota 1]
- El secretario de Estado de Defensa (SEDEF).
- El subsecretario de Defensa (SUBDEF).
- El secretario general de Política de Defensa (SEGENPOL).
- El Centro Nacional de Inteligencia (CNI).

La Guardia Civil depende del ministro de Defensa en los términos previstos en las leyes.
Son órganos asesores y consultivos del ministro de Defensa:
- El Consejo Superior del Ejército de Tierra.
- El Consejo Superior de la Armada.
- El Consejo Superior del Ejército del Aire y del Espacio.
- Las Juntas Superiores de los cuerpos comunes de las Fuerzas Armadas.

Como órgano de asesoramiento especial al titular del Ministerio de Defensa existe un Gabinete que actúa como órgano de apoyo político, técnico y en tareas de confianza en el cumplimiento de las labores de carácter parlamentario, en sus relaciones con las Instituciones y la organización administrativa. Posee rango de dirección general.
Por otra parte, también existe un Gabinete Técnico que le apoya, asesora y da asistencia inmediata, cuyo Director será un oficial general, con categoría de director general.
Depende directamente del titular del Departamento, con rango de subdirección general, la Dirección de Comunicación Institucional de la Defensa.

## Residencia
Si bien normalmente el ministro de Defensa reside en su domicilio particular, existe una residencia en la planta 11 del Edificio del Ministerio de Defensa. Esta residencia fue utilizada por la ministra Chacón entre 2008 y 2011 para estar cerca de su hijo pequeño, al cual dejaba por las mañanas en la guardería del Ministerio.
Ministros posteriores han decidido vivir en sus residencias particulares.

## Listado de ministros
| Inicio                  | Finalización            | Nombre                                    | Partido                                 |
| ----------------------- | ----------------------- | ----------------------------------------- | --------------------------------------- |
| 4 de julio de 1977      | 6 de abril de 1979      | Manuel Gutiérrez Mellado                  | Militar                                 |
| 5 de julio de 1977      | 26 de febrero de 1981   | Agustín Rodríguez Sahagún                 | UCD                                     |
| 26 de febrero de 1981   | 3 de diciembre de 1982  | Alberto Oliart Saussol                    | UCD                                     |
| 3 de diciembre de 1982  | 12 de marzo de 1991     | Narcís Serra Serra                        | PSOE                                    |
| 12 de marzo de 1991     | 3 de julio de 1995      | Julián García Vargas                      | PSOE                                    |
| 3 de julio de 1995      | 5 de mayo de 1996       | Gustavo Suárez Pertierra                  | PSOE                                    |
| 5 de mayo de 1996       | 27 de abril de 2000     | Eduardo Serra Rexach                      | Independiente (en un Gobierno del PP)   |
| 28 de abril de 2000     | 18 de abril de 2004     | Federico Trillo-Figueroa y Martínez-Conde | PP                                      |
| 18 de abril de 2004     | 7 de abril de 2006      | José Bono Martínez                        | PSOE                                    |
| 7 de abril de 2006      | 14 de abril de 2008     | José Antonio Alonso Suárez                | PSOE                                    |
| 14 de abril de 2008     | 20 de mayo de 2008      | Carme María Chacón Piqueras               | PSOE                                    |
| 20 de mayo de 2008      | 30 de junio de 2008     | Alfredo Pérez Rubalcaba (en funciones)    | PSOE                                    |
| 30 de junio de 2008     | 22 de diciembre de 2011 | Carme María Chacón Piqueras               | PSOE                                    |
| 22 de diciembre de 2011 | 3 de noviembre de 2016  | Pedro Morenés y Álvarez de Eulate         | Independiente (en un Gobierno del PP)   |
| 4 de noviembre de 2016  | 7 de junio de 2018      | María Dolores de Cospedal García          | PP                                      |
| 7 de junio de 2018      | En el cargo             | María Margarita Robles Fernández          | Independiente (en un Gobierno del PSOE) |